# Gmina Avinurme
Gmina Avinurme (est. Avinurme vald) – gmina wiejska w Estonii, w prowincji Virumaa Wschodnia.
W skład gminy wchodzi:
- 1 okręg miejski: Avinurme
- 16 wsi: Adraku, Alekere, Kaevussaare, Kiissa, Kõrve, Kõrvemetsa, Kõveriku, Laekannu, Lepiksaare, Maetsma, Paadenurme, Sälliksaare, Tammessaare, Ulvi, Vadi, Änniksaare